# Al-Wehda FC
Al-Wehda Football Club (arabisk: نادي الوحدة) er en saudiarabisk fodboldklub fra Mekka. Klubben spiller på nuværende tidspunkt i Saudi Pro League, den bedste række i Saudi-Arabien.